# Xã Springfield, Quận Williams, Ohio
Xã Springfield (tiếng Anh: Springfield Township) là một xã thuộc quận Williams, tiểu bang Ohio, Hoa Kỳ. Năm 2010, dân số của xã này là 3.147 người.